# ليون إسبينوزا
ليون إسبينوزا (بالهولندية: Léon Espinosa)‏ هو راقص باليه هولندي، ولد في 1825، وتوفي في 1903.